# Craxismo

Bettino Craxi pronuncia un discorso sul palco del Palacongressi di Rimini, durante il XLIV Congresso nazionale del PSI nel 1987

Craxismo è un termine politico e giornalistico, talvolta utilizzato in senso dispregiativo, riconducibile all'azione dell'ex segretario del Partito Socialista Italiano Bettino Craxi.
Esso affonda le sue radici nel governo Craxi, in un periodo caratterizzato anche dalla popolarità di Sandro Pertini, 7º Presidente della Repubblica Italiana.
Attualmente è anche utilizzato in senso di ideologia politica, in riferimento ai partiti politici che vedono nel pensiero politico ed economico di Bettino Craxi una propria base ideologica, come il Nuovo PSI, oltre ad Area Socialista, movimento fondato dal figlio dello statista milanese, Bobo Craxi, nel 2017.

## Politiche

### Politica economica e interna
L'esecutivo guidato da Craxi varò diverse riforme economiche e sociali. Tra le maggiori ci furono:
- Il nuovo Concordato con la Santa Sede, detto Accordo di Villa Madama perché firmato nel 1984 a Villa Madama col cardinale Agostino Casaroli, Segretario di Stato vaticano; il cattolicesimo abbandonava la nozione di "religione di Stato" e veniva abolita la "congrua". Veniva istituito il contributo dell'8 per mille per i finanziamenti alla Chiesa cattolica e alle altre religioni e l'insegnamento facoltativo della religione cattolica nelle scuole[8]. Questa riforma fu applaudita dai laicisti, ma a lungo termine emerse da allora una realtà “politica” imprevista "destinata a permanere e ad incidere sul cammino dell’Italia civile, ma anche – pur se indirettamente – nella vita della stessa Chiesa universale"[9];
- Il taglio di tre punti della Scala mobile, a seguito del cosiddetto "decreto di San Valentino", ottenuto con la concertazione della CISL e della UIL, ma contestato dal PCI e dalla componente comunista della CGIL. Quest'ultima abbandonò le trattative e diede vita a massicce manifestazioni di massa, con la collaborazione del PCI, che nel frattempo scatenò in Parlamento un ostruzionismo durissimo. Il decreto passò con la fiducia e in seguito venne avviata una raccolta di firme che portò ad un referendum abrogativo. Al referendum, che si tenne nella primavera del 1985, Craxi partecipò attivamente alla campagna elettorale a sostegno della sua riforma (affermando inoltre che in caso di vittoria dei "sì" avrebbe rassegnato le dimissioni), riuscendo ad ottenere, a sorpresa, la sconfitta degli abrogazionisti[10];

- Una politica economica di cui rivendicò i successi,[11] l'inflazione, dal 1983 al 1987, scese dal 12,30% al 5,20%, e lo sviluppo dell'economia italiana registrò una crescita dei salari (in quattro anni, di due punti al di sopra dell'inflazione) diventando il quinto paese industriale avanzato del mondo[12]. D'altro lato però, in quegli stessi anni il debito pubblico passò da 234 a 522 miliardi di euro (dati valuta 2006) e il rapporto fra debito pubblico e PIL passò dal 70% al 90%[13][14]. Ciò ha fatto dire che la sua gestione del bilancio - sul punto non correttiva degli squilibri accumulatisi nei conti pubblici già nel decennio precedente - ha contribuito a provocare allo Stato l'enorme debito pubblico, decisamente superiore alla media europea,[15][16];

- La battaglia agli evasori fiscali nel commercio al minuto, che produsse l'obbligo del registratore di cassa e dello scontrino fiscale grazie ad una battaglia condotta dal ministro delle finanze Bruno Visentini[17];
- Il condono edilizio Nicolazzi del 1985: esso era inserito nella legge n. 87 - dotata anche di una componente urbanistica, che non fu mai realmente applicata - che aveva l'ambizione di voltare pagina rispetto al passato ed introduceva un sistema di regole penali e una diretta attribuzione di responsabilità alle amministrazioni comunali per la repressione degli abusi[18];
- Il "decreto Berlusconi", varato dopo la decisione dei pretori di Torino, Roma e Pescara di oscurare i canali televisivi della Fininvest di proprietà di Silvio Berlusconi, allora un imprenditore con cui Craxi aveva una forte amicizia (fece da testimone al suo secondo matrimonio). Il decreto stabilì la legalità delle trasmissioni delle televisioni dei grandi network privati, ma suscitò aspre critiche da parte delle piccole emittenti private e di autorevoli costituzionalisti (Branca, Bonifacio, Beria d'Argentine, Roppa), e fu approvato dal Parlamento solo tramite il voto di fiducia[19][20][21];

Silvio Berlusconi e Bettino Craxi nel 1984

- La legge Bacchelli (legge 8 agosto 1985, n. 440) che ha istituito, presso la Presidenza del Consiglio dei ministri, un fondo a favore di cittadini illustri che versino in stato di particolare necessità, i quali possono così usufruire di contributi vitalizi utili al loro sostentamento. Deve il nome al suo primo, previsto, beneficiario, lo scrittore italiano Riccardo Bacchelli.

Un altro ambizioso obiettivo riguardò – sulla scorta di analoghe operazioni effettivamente realizzate negli anni settanta in Grecia e, negli anni cinquanta, nella Germania di Konrad Adenauer – la "lira pesante", un progetto per la parità uno a mille della valuta, si disse con la possibile coniazione di una moneta con l'effigie di Garibaldi; l'operazione non ebbe alcun seguito.
Con i potentati economici del Nord il rapporto fu sempre all'insegna della dialettica civile e talvolta aspra: al congresso della CGIL del 1986 accusò gli industriali di voler "lucrare senza pagare", ricevendo dalla platea sindacale un caloroso applauso e dando in tal modo l'impressione di un'efficacia redistribuiva maggiore di quella che – dopo la marcia dei quarantamila, che aveva visto spuntarsi le armi del sindacalismo confederale – era promessa dal massimalismo del PCI.
Di contro la Confindustria evidenziò polemicamente che da un lato si chiedeva agli industriali un contributo al benessere della collettività, ma a ciò non corrispondeva una buona condotta della politica nella gestione del denaro pubblico. Infatti, dagli anni settanta la spesa pubblica decollò e il sistema partitico non fece nulla per porvi un freno.
Decisamente criticati, in quanto all'interno di una nozione di ingerenza dello Stato nell'economia, furono gli interventi del suo governo per giungere ad una rimozione del mandato di Enrico Cuccia quale presidente di Mediobanca (elusa dal consiglio di amministrazione) e l'opposizione alla vendita del complesso alimentare dell'IRI – la SME – negoziata direttamente dal suo presidente Romano Prodi e smentita da una direttiva del Governo.

### Politica estera
Nella politica estera, il governo Craxi e il personale intervento del Presidente del Consiglio si caratterizzarono per scelte volte a sollecitare e portare avanti il processo d'integrazione europea, come apparve evidente nel semestre di presidenza italiana (1985) del Consiglio europeo.
Si tratta di un indirizzo che proseguì anche nei successivi governi a partecipazione socialista e che portò al deciso avallo del trattato di Maastricht nel 1992 (nonostante questo trattato contenesse "in nuce" la fine della politica economica di debito pubblico su cui si era fondata la Prima Repubblica, compreso il quindicennio di governi a partecipazione socialista); in seguito egli criticò il trattato per via delle sue imperfezioni, che, a suo parere, anziché unire l'Europa l'avrebbero resa una comunità burocratica opposta ai suoi stessi principi.
Craxi proseguì inoltre la scelta inequivocabilmente atlantista dei suoi predecessori, ai quali aveva dato l'appoggio del suo partito per l'installazione in Sicilia degli "euromissili" posizionati contro l'URSS; secondo Zbigniew Brzezinski, consigliere per la sicurezza nazionale di Jimmy Carter, ”senza i missili Pershing e Cruise in Europa la guerra fredda non sarebbe stata vinta; senza la decisione di installarli in Italia, quei missili in Europa non ci sarebbero stati; senza il PSI di Craxi la decisione dell'Italia non sarebbe stata presa. Il Partito Socialista italiano è stato dunque un protagonista non irrilevante, ma assolutamente determinante, in un momento decisivo”.
Nel contempo, però, Craxi mantenne una linea di attenzione ad alcune cause terzomondiste, come già lasciava prevedere - prima del suo arrivo alla guida del Governo - il sostegno dato all'Argentina, all'epoca sotto la dittatura militare della giunta del generale Leopoldo Galtieri, nella Guerra delle Falkland, senza però interferire in alcun modo nel conflitto.
Stipulò accordi con i governi della Jugoslavia e della Turchia; sostenne anche il dittatore somalo Mohammed Siad Barre, segretario del Partito Socialista Rivoluzionario Somalo.
Convinto filo-arabo, fornì un appoggio convinto alla causa palestinese e intrecciò relazioni diplomatiche con l'OLP e con il suo leader Yasser Arafat, di cui divenne amico personale, sostenendone le iniziative.
Uno dei principali motivi del "filoarabismo" di Craxi (che divenne estremamente visibile nella crisi di Sigonella con gli Stati Uniti d'America) era quello di rafforzare la Comunità economica europea a patto che questa prestasse molte attenzioni alle nazioni del Mar Mediterraneo, quali Grecia, Spagna, oltre che Italia, che strinse anche accordi con altre nazioni mediterranee quali Tunisia, Algeria, Egitto e Libia; con quest'ultima non ruppe i rapporti neanche in seguito al bombardamento di Lampedusa nel 1986, venendo criticato duramente da Giovanni Spadolini, più attento alle istanze statunitensi.

### Politica istituzionale
Fra i progetti lungamente accarezzati e non realizzati vi fu la mancata riforma delle istituzioni. 
Come ricordò anni dopo il presidente della Repubblica Giorgio Napolitano, "il discorso sulle riforme istituzionali che aveva rappresentato, già prima dell'assunzione della Presidenza del Consiglio, l'elemento maggiormente innovativo della riflessione e della strategia politica dell'on. Craxi (...) non si tradusse in risultati effettivi di avvio di una revisione della Costituzione repubblicana. La consapevolezza della necessità di una revisione apparve condivisa (...) ma (...) non seguì alcuna iniziativa concreta, di sufficiente respiro, in sede parlamentare. Si preparò piuttosto il terreno per provvedimenti che avrebbero visto la luce più tardi, come la legge ordinatrice della Presidenza del Consiglio e, su un diverso piano, significative misure di riforma dei regolamenti parlamentari".
Rimase quindi "un inutile abbaiare alla luna" - come lo definì Craxi stesso con amarezza - il progetto di una "grande riforma" costituzionale in senso presidenzialista, che desse maggiore efficienza in senso decisionista ai poteri pubblici italiani; non si raggiunse mai in Parlamento la maggioranza necessaria anche solo per affacciare l'ipotesi di approvazione di un testo, sul quale peraltro vi erano forti oscillazioni nello stesso entourage craxiano (vi era chi optava per il presidenzialismo all'americana e chi per quello alla francese).
Nel 1992 un'autorità in tema di scienza politica come Norberto Bobbio osservò che, rispetto alle riforme costituzionali, "non si poteva negare che Craxi fosse stato un precursore"; eppure, nel suo giudizio retrospettivo, Craxi riteneva il bipolarismo “un’offesa alla democrazia e una rappresentazione falsa della reale società politica”.

## Giudizi politici
Sovente la figura di Craxi viene dipinta come vicina alla corruzione e accusata di aver aumentato il debito pubblico, che effettivamente registrò un incremento durante il suo mandato, anche a causa degli effetti di precedenti governi.
Non bisogna però dimenticare gli effetti positivi delle politiche di Craxi sull'economia italiana: infatti, fu proprio sotto il suo governo che l'Italia entrò nel G7 delle nazioni più industrializzate e l'economia crebbe.

Simbolo del PSI (1970-1978)

Simbolo del PSI (1987-1991)

Il governo Craxi, in realtà, si rivelò riformista, non solo per le politiche attuate dal suo governo, ma anche per la sua capacità di attirare consensi. La sua corporatura robusta e la sua altezza davano un segno di autorità, così come il suo timbro vocale e la sua decisione nei dibattiti (il vignettista Giorgio Forattini era solito disegnarlo vestito da Mussolini, che indicava il carattere del leader socialista).
Benché la nascita della personalizzazione della politica, in Italia, sia attribuita a Berlusconi, Craxi fu il primo a credere che l'aspetto fisico fosse importante per attirare consensi, tanto che la sua personalità risaltava in ogni discussione.

La "piramide multimediale" di Filippo Panseca durante un discorso di Bettino Craxi sul palco interno all'Ansaldo di Milano, durante il XLV Congresso nazionale del PSI nel 1989

Fu anche il primo leader a rendersi conto dell'importanza dell'utilizzo dei mass media e delle tecniche della modernità come mezzi di divulgazione e propaganda: più volte il TG2, diretto principalmente, durante gli anni '80, da giornalisti in quota PSI, ne appoggiò le politiche; durante il congresso del PSI nel 1987, Filippo Panseca creò un televisore triangolare dove veniva proiettata l'immagine di Craxi, intento a fare un discorso. Questa piramide venne riproposta in successivi congressi del PSI, come allo spazio Ansaldo di Milano nel 1989.
Craxi rivoluzionò anche esteticamente il simbolo del PSI: inizialmente, nel 1978, in una fase di revisionismo, fece cambiare i simboli del Partito Socialista Italiano, che sostituì all'originale simbolo, il sole nascente della Seconda Internazionale, un garofano rosso, simbolo dell'omonima rivoluzione portoghese contro la dittatura dell'Unione Nazionale, oltre che fiore usato storicamente dai movimenti operai dei primissimi anni del XX secolo.
Successivamente, nel 1987, fece togliere anche la falce ed il martello, lasciando solo un garofano con nel contorno il logo "Partito Socialista - PSI". Nel 1991, con la caduta del Muro di Berlino e del comunismo sovietico, Craxi dispose ancora una modifica alla scritta interna al cerchio che contornava il logo, che passò da "Partito Socialista - PSI" a "Unità Socialista - PSI" che durerà fino al 1993 quando, dopo le dimissioni di Craxi da segretario del partito, a causa degli scandali di Tangentopoli che avevano colpito il PSI e lo stesso Craxi, il logo verrà modificato di nuovo, sostituendo al garofano una rosa.
Craxi viene ricordato da destra essenzialmente per le sue posizioni antimarxiste e per i sentimenti autenticamente legati all'identità nazionale, mentre viene ricordato da sinistra per la sua cultura socialista e per la sua costante attenzione rivolta alle disuguaglianze sociali.
Ambedue ne sottolineano comunque gli aspetti critici e le responsabilità.
(Marcello Veneziani nell'articolo Nostalgia di Bettino, Il Tempo, 4 maggio 2018)

## Giudizio storico e giustizia penale
Il tramonto dell'esperienza storica craxiana è legato alle inchieste di Mani pulite, che provocarono l'abbandono della vita politica da parte del suo protagonista. "La spiegazione complottista della sua caduta per mano di servizi americani che non lo amavano per via dell’incidente di Sigonella, o forse sovietici per via del suo ruolo nel sostegno
a Solidarność (per dare un aiuto a papa Wojtyla) non trova
credito".
Anche sotto il profilo strettamente giurisdizionale, le procedure seguite appaiono legittime: rispetto alla congerie di lamentele sollevate a Strasburgo sin dal 16 giugno 1994 dall'ex presidente del Consiglio dei ministri italiano, nessuna delle doglianze riguardanti la sostanza dei procedimenti penali cui fu assoggettato, a partire dal 1992, ha ricevuto accoglienza sin dalle fasi preliminari dell’istruttoria della Corte europea dei diritti dell'uomo, che con decisione dell'11 ottobre 2001 ha dichiarato irricevibili buona parte delle doglianze che affacciavano vizi processuali integranti gli estremi della “persecuzione giudiziaria” lamentata dal ricorrente.
Su limitati profili, la Corte ha ritenuto però di investire il suo plenum: il 5 dicembre 2002 la Corte europea dei diritti dell'uomo di Strasburgo ha emesso una sentenza che condanna la giustizia italiana per la violazione dell'articolo 6 paragrafo 1 e paragrafo 3 lettera d) (diritto di interrogare o fare interrogare i testimoni) della Convenzione europea dei Diritti dell'Uomo in ragione dell'impossibilità di «contestare le dichiarazioni che hanno costituito la base legale della condanna», condanna formulata «esclusivamente sulla base delle dichiarazioni pronunciate prima del processo da coimputati (Cusani, Molino e Ligresti) che si sono astenuti dal testimoniare e di una persona poi morta (Cagliari)». Tuttavia, la Corte ha rilevato anche che i giudici, obbligati ad acquisire le dichiarazioni di questi testimoni dal codice di procedura penale, si sono comportati in conformità al diritto italiano. Per quanto riguarda gli altri ricorsi valutati (diritto ad un equo processo, diritto di disporre del tempo e delle facilitazioni necessarie alla difesa) la Corte non ha rilevato violazioni. Per la violazione riscontrata la corte non ha comminato nessuna pena, in quanto ha stabilito che «la sola constatazione della violazione comporta di per sé un'equa soddisfazione sufficiente, sia per il danno morale che materiale».
La Corte ha emesso una seconda sentenza il 17 luglio 2003, questa volta riguardante la violazione dell'articolo 8 della Convenzione (diritto al rispetto della vita privata). La Corte ha rilevato infatti che «lo Stato italiano non ha assicurato la custodia dei verbali delle conversazioni telefoniche né condotto in seguito una indagine effettiva sulla maniera in cui queste comunicazioni private sono state rese pubbliche sulla stampa» e che «le autorità italiane non hanno rispettato le procedure legali prima della lettura dei verbali delle conversazioni telefoniche intercettate». Come equa soddisfazione per il danno morale, la Corte ha elargito un risarcimento di 2000 € per ogni erede di Bettino Craxi.

## Eredi politici del craxismo
I suoi eredi politici, in seguito allo scioglimento del partito nel 1994, scelsero percorsi totalmente differenti:
- Alcuni come Renato Brunetta, Margherita Boniver, Francesco Colucci, Fabrizio Cicchitto, Stefano Caldoro, Stefania Craxi, Franco Frattini, Antonio Guidi e Giulio Tremonti aderirono a Forza Italia, partito di centro-destra guidato dall'imprenditore Silvio Berlusconi.
- Enrico Boselli, Ugo Intini, Gino Giugni, Bobo Craxi e Mauro Del Bue preferirono creare i Socialisti Italiani, alleati con i Progressisti.
- Altri aderirono alla Lega Nord e a formazioni meridionaliste.
- Vi furono infine militanti che diedero vita a soggetti elettoralmente irrilevanti, di pura testimonianza ideale.

Attualmente degli esponenti trovano spazio nel Nuovo PSI e nella fondazione Riformismo e Libertà di Fabrizio Cicchitto, mentre una dinamica minoranza ha aderito al rifondato PSI.